# Mikoyan-Gurevich Ye-8

O Mikoyan-Gurevich Ye-8 foi um caça supersônico desenvolvido na União Soviética a partir do MiG-21 para substituí-lo (originalmente denominado MiG-23). Apenas dois protótipos foram construídos nos anos de 1960 e 1961. As entradas originais de ar do MiG-21 foram movidas para baixo da fuselagem, liberando o nariz, onde um radar mais potente seria capaz de fornecer dados para utilização de mísseis ar-ar com maior alcance. Canards foram instalados em ambos os lados do nariz, à frente da cabine de pilotagem. O estabilizador horizontal do MiG-21 foi deixado em sua posição original.
Os dois protótipos voaram em 1962. No dia 11 de Setembro de 1962, o motor Tumansky R-21F-300, também sob desenvolvimento, explodiu em voo a uma velocidade de Mach 2.15. O piloto de testes Georgy Konstantinovich Mosolov, um dois melhores pilotos de teste soviéticos, foi severamente lesionado por partes do compressor e teve de ejetar a Mach 1.78.
Devido a problemas técnicos não resolvidos, o projeto da aeronave foi abandonado; algumas partes foram usadas no MiG-23, incluindo mísseis R-23 e o radar Sapfir-23.